# Pętla efektów
Pętla efektów to szeregowy "łańcuch" połączonych efektów do zmiany brzmienia dźwięku. Gitarzyści jednak rzadko używają tego określenia w tym znaczeniu, a stosują skrót myślowy i przez pętlę efektów rozumieją cechę wzmacniacza gitarowego, która umożliwia włączanie efektów między wyjście SEND przedwzmacniacza (preampu), a wejście RETURN wzmacniacza mocy. Takie rozwiązanie stosuje się zwykle we wzmacniaczach gitarowych wyższej klasy, bo tylko one mają na tyle dobry przedwzmacniacz, że warto najpierw w nim wzmocnić słaby sygnał z gitary i dopiero wtedy poddawać go dalszej obróbce. Zapewnia to korzystny stosunek sygnału do szumu. Często też przedwzmacniacz pełni rolę przesteru i wtedy jedynie "pętla efektów" umożliwia wpięcie efektów modulacyjnych (np. chorus) po przesterze.
Oznaczenia gniazd
- SEND (ang. wyślij) - to gniazdo wysyła sygnał z przedwzmacniacza do zewnętrznej pętli efektów
- RETURN (ang. powrót) - do tego gniazda wraca sygnał z zewnętrznej pętli efektów

Jeśli żaden efekt nie jest włączony między te gniazda, to należy zadbać (odpowiednim wyłącznikiem), aby pętla nie była aktywna, tzn. SEND wewnętrznie połączone z RETURN - inaczej na wyjściu wzmacniacza pojawią się jedynie szumy zbierane przez wejście RETURN.